# Albinaria grayana
Albinaria grayana is een slakkensoort uit de familie van de Clausiliidae. De wetenschappelijke naam van de soort is voor het eerst geldig gepubliceerd in 1846 door L. Pfeiffer.